# Nixéville-Blercourt
Nixéville-Blercourt is een gemeente in het Franse departement Meuse (regio Grand Est) en telt 422 inwoners (1999). De gemeente maakt deel uit van het arrondissement Verdun.

## Geschiedenis
De gemeente werd gevormd op 1 januari 1973 door een fusie van de toenmalige gemeenten Blercourt en Nixéville. Nixéville-Blercourt maakte deel uit van het kanton Souilly tot het op 22 maart 2015 werd opgeheven en de gemeenten werden opgenomen in het op diezelfde dag gevormde kanton Dieue-sur-Meuse. 

## Geografie
De oppervlakte van Nixéville-Blercourt bedraagt 20,0 km², de bevolkingsdichtheid is 21,1 inwoners per km².
De onderstaande kaart toont de ligging van Nixéville-Blercourt met de belangrijkste infrastructuur en aangrenzende gemeenten.

## Demografie
Onderstaande figuur toont het verloop van het inwonertal (bron: INSEE-tellingen).

Ambly-sur-Meuse · Ancemont · Autrécourt-sur-Aire · Bannoncourt · Baudrémont · Beaulieu-en-Argonne · Beausite · Belrain · Bouquemont · Brizeaux · Courcelles-en-Barrois · Courouvre · Dieue-sur-Meuse · Dompcevrin · Èvres · Foucaucourt-sur-Thabas · Fresnes-au-Mont · Génicourt-sur-Meuse · Gimécourt · Heippes · Ippécourt · Julvécourt · Kœur-la-Grande · Kœur-la-Petite · Lahaymeix · Landrecourt-Lempire · Lavallée · Lavoye · Lemmes · Levoncourt · Lignières-sur-Aire · Longchamps-sur-Aire · Ménil-aux-Bois · Les Monthairons · Neuville-en-Verdunois · Nicey-sur-Aire · Nixéville-Blercourt · Nubécourt · Osches ·  Pierrefitte-sur-Aire · Pretz-en-Argonne · Rambluzin-et-Benoite-Vaux · Récourt-le-Creux · Rupt-devant-Saint-Mihiel · Rupt-en-Woëvre · Saint-André-en-Barrois · Sampigny · Senoncourt-les-Maujouy · Seuil-d'Argonne · Sommedieue · Les Souhesmes-Rampont · Souilly · Thillombois · Tilly-sur-Meuse · Les Trois-Domaines · Vadelaincourt · Ville-devant-Belrain · Villotte-sur-Aire · Villers-sur-Meuse · Ville-sur-Cousances · Waly · Woimbey
1. ↑  Populations de référence 2022.